# Melchior von Hatzfeldt

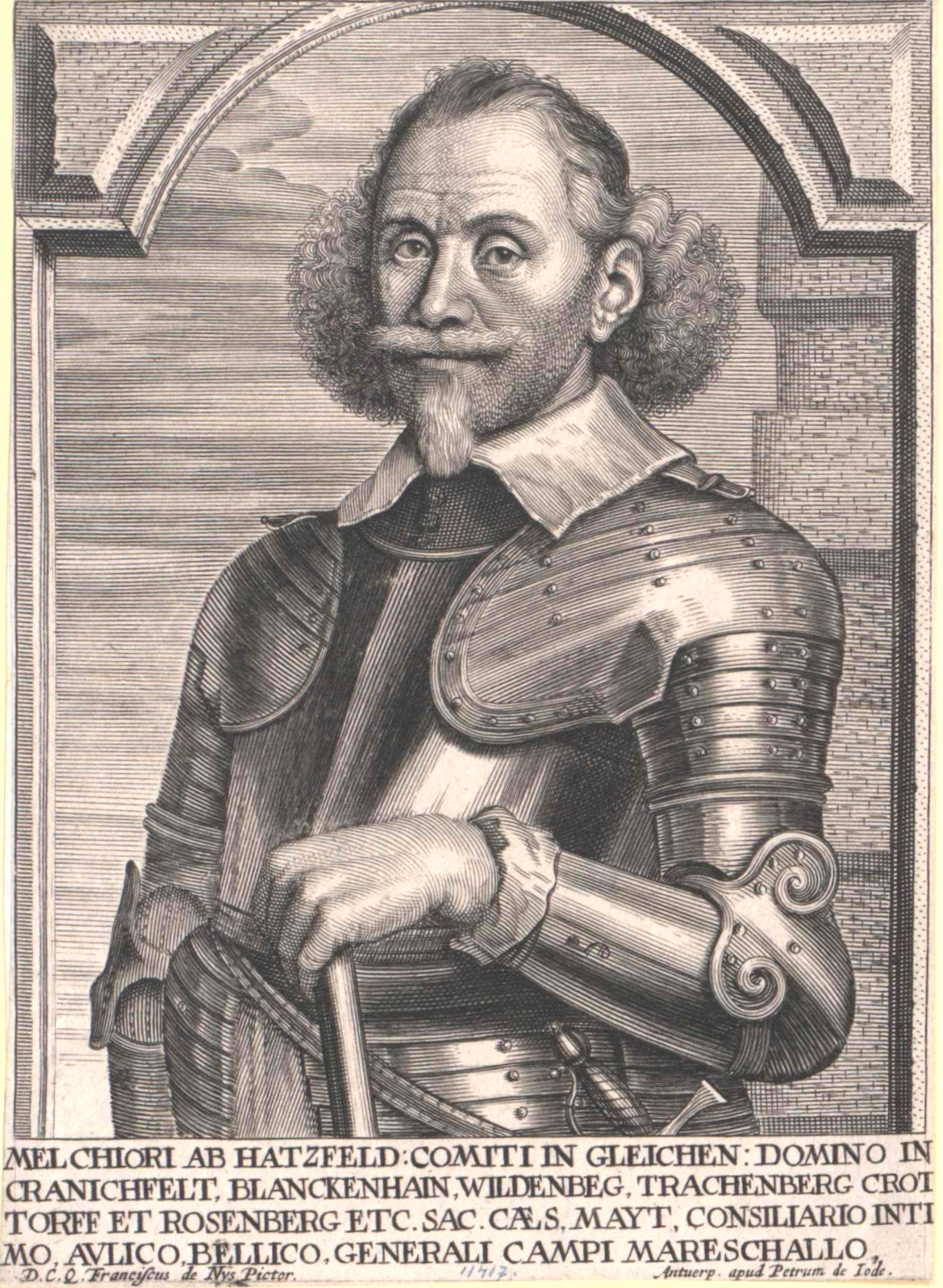
Melchior von Hatzfeldt

Melchior von Hatzfeldt (także: Hatzfeld, ur. 20 października 1593 w zamku Crottorf k. Friesenhagen, zm. 9 stycznia 1658 w Powidzku k. Żmigrodu) – dowódca wojskowy w służbie cesarstwa Habsburgów, marszałek polny podczas wojny trzydziestoletniej.

## Życiorys
Pochodził z rodu dawnej szlachty niemieckiej, której korzenie sięgają X wieku. Pierwotnie przeznaczony do stanu duchownego (jak jego brat Franz, późniejszy biskup Würzburga i Bambergu) uzyskał najniższy stopień w hierarchii kapłaństwa – diakona. Po studiach we Francji wstąpił do wojska cesarskiego, gdzie w służbie u Wallensteina awansował na stanowisko oficerskie. W 1631 został spadkobiercą dóbr hrabiego von Gleichen. W 1632 otrzymał stanowisko pułkownika, w 1635 – feldmarszałka (oraz tytuł hrabiowski). Po podstępnym schwytaniu i zamordowaniu w 1634 Wallensteina przez nasłanych z cesarskiego polecenia zamachowców, Hatzfeldt dowodził wojskiem w służbie Matthiasa Gallasa. 25 czerwca 1635 został mianowany marszałkiem polnym.
W 1636 zdobył Magdeburg, a następnie poniósł klęskę w bitwie pod Wittstock. W 1638 zwyciężył w bitwie pod Vlotho. W 1640 razem z Octaviem Piccolominim wyparł wodza szwedzkiego Johana Banéra z Czech. W 1641 cesarz Ferdynand III nadał Melchiorowi Hatzfeldtowi dobra wolnego państwa stanowego Trachenberg, odebrane uprzednio rodzinie Schaffgotschów po straceniu w 1635 skonfliktowanego z cesarzem Hansa Ulricha von Schaffgotscha. W 1643 brał udział w zdobyciu Tuttlingen i jeszcze w tym samym roku został naczelnym wodzem wojsk cesarskich. Pobity w 1645 pod Jankowem, gdzie dostał się do niewoli, zakończył służbę w wojsku cesarskim.
Zajął się gospodarowaniem swoim majątkiem, m.in. rozbudowując zamek w Żmigrodzie (dobra uzyskane po Schaffgotschach pozostały w posiadaniu jego rodziny aż do 1945). W 1657 powrócił do służby i dowodził wyprawą wojsk cesarskich w sile 16 000 ludzi zorganizowaną dla wsparcia Polski podczas „potopu szwedzkiego”. M.in. zmusił wówczas Szwedów pod dowództwem gen. Paula Würtza do opuszczenia obleganego Krakowa. Podczas tej wyprawy ciężko zachorował i po kilku miesiącach zmarł w swoich dobrach.
Hatzfeldt został pochowany w kościele parafialnym w Żmigrodzie (po kilku latach jego ciało przeniesiono do kaplicy dobudowanej do kościoła św. Jakuba Apostoła w Prusicach), a serce umieszczono w kościele Bergkirche Laudenbach w Weikersheim.